# Domingo Vandewalle
Domingo Vandewalle (también Domingo Van de Walle de Cervellón o Domingo Vandeval) (Santa Cruz de La Palma, 1720-Ibidem, 1776) fue un explorador español y capitán del regimiento de milicias de La Palma en las Islas Canarias. En sus labores como militar de la isla descubrió el que sería considerado como el primer yacimiento aborigen descubierto en las Islas Canarias, en el municipio de Villa de Mazo en 1752.

## Biografía
Vandewalle nació en 1720 en Santa Cruz de La Palma. Capitán de Infantería de las Milicias de La Palma por la Orden de Calatrava, fue regidor decano de la  isla de San Miguel de La Palma en el que desempeñó la Depositaría General por Real Carta de 1740, Ministro calificado y Alguacil mayor del Santo Oficio, y socio fundador de la Sociedad de Amigos del País de La Palma. Supuestamente se le relaciona una buena amistad como compañero de correrías junto con Cristóbal del Hoyo-Solórzano y Sotomayor, vizconde de Buen Paso y marqués de San Andrés, sin embargo, en esa época el escritor tuvo problemas con la inquisición, de la cual Domingo Vandewalle era alguacil.
Ocupaba su regiduría perpetua cuando se dictó por el Supremo Consejo de Castilla la abolición de la forma de administración municipal. Debido a su decanato en el Cuerpo Capitular fue designado como Alcalde mayor de La Palma, con carácter interino, en sesión celebrada el sábado 31 de marzo de 1770. En el mismo acto, el Alcalde mayor titular, Manuel Ramos, comunicó al Concejo que en virtud de un auto que había expedido, le era indispensable pasar personalmente a la isla de Canaria para presentarse ante la Real Audiencia en defensa de la Real Jurisdicción, que desempeñaba, por hallarse esta agraviada y despreciada por los Venerables Beneficiados y clero de la parroquia de la ciudad; que nombraba a don Domingo VandeWalle para ocupar el cargo interinamente. Leído el auto, por éste se dijo era:

Conveniente que Su Señoría se sirva a la defensa de la Real Jurisdicción que se halla bastantemente ultrajada y vejada (...) que no se encuentra otro medio más útil y conveniente al servicio del Rey Nuestro Señor (...). acertada determinación que ha tenido Su Señoría por lo que esta ciudad debe rendirle las más expresivas gracias.

En la misma forma se pronunciaron otros miembros del Concejo que tomaron el acuerdo de remitir carta al Tribunal Superior aunque no se sumaron a esta decisión los diputados y el síndico personero. Domingo VandeWalle desempeñó su empleo a partir del 2 de abril de 1770.
En 1776 contrajo matrimonio con María Liberata de Guisla y Salazar de Frías, mismo año en el que falleció a los 56 años de edad.